# Diplacodes melanopsis
Diplacodes melanopsis – gatunek ważki z rodziny ważkowatych (Libellulidae).